# Peter Guttridge
Peter Guttridge, né à Burnley, est un romancier et un critique littéraire britannique, auteur de roman policier.

## Biographie
Peter Guttridge fait des études à la Burnley Grammar School, à l'Université d'Oxford et à l'Université de Nottingham. 
Il est journaliste indépendant pendant vingt ans, spécialisé dans la littérature et le cinéma. De 1999 à 2011, il est le critique littéraire pour The Observer.
De 1997 à 2004, il écrit une série de romans policiers satiriques mettant en vedette un journaliste obsédé par le yoga, Nick Madrid, et son acolyte, Bridget Frost. Avec Cast Adrift, sixième roman de cette série, il est lauréat du prix Lefty 2006.
En 2010, il commence une nouvelle série mettant en scène Robert Watts, un constable en chef déshonoré, et le sergent-détective Sarah Gilchrist, au milieu des années 1930 à Brighton.

## Œuvre

### Romans

#### SérieNick Madrid
- No Laughing Matter (1997)
- A Ghost of a Chance (1998)
- Two to Tango (1998)
- The Once and Future Con (1999)
- Foiled Again (2001)
- Cast Adrift (2004)

#### Trilogie de Brighton
- City of Dreadful Night (2010)
  - Promenade du crime, Éditions du Rouergue coll. « Rouergue noir » (2012)  (ISBN 978-2-8126-0352-5), réédition Actes Sud, coll. « Babel noir » no 81 (2013)  (ISBN 978-2-330-01809-2)
- The Last King of Brighton (2011)
  - Le Dernier Roi de Brighton, Éditions du Rouergue coll. « Rouergue noir » (2012)  (ISBN 978-2-8126-0453-9), réédition Actes Sud, coll. « Babel noir » no 116 (2014)  (ISBN 978-2-330-01809-2)
- The Thing Itself (2012)
  - Abandonnés de Dieu, Éditions du Rouergue coll. « Rouergue noir » (214)  (ISBN 978-2-330-03286-9), réédition Actes Sud, coll. « Babel noir » no 174 (217)  (ISBN 978-2-330-07332-9)

#### Autres romans
- The Devil's Moon (2013)
- Swimming With the Dead (2019)
- The Lady of the Lake (2020)
- Paradise Island (2014)
- Those Who Feel Nothing (2014)
  - Des hommes dépourvus de sentiments, Éditions du Rouergue coll. « Rouergue noir » (2016)  (ISBN 978-2-8126-0998-5)

### Novellas
- The Belgian and The Beekeeper (2011)

### Autres ouvrages
- The Great Train Robbery (2008)
- Contraband: The Story of Smugglers, Spivs and Honest Thieves (2010)

### Nouvelles
- Don’t Think of Tigers (2001)
- The Great Detective (2002)
- The Postman Only Rings When He Can Be Bothered (2002)
- The Library Sign (2008)
- The Man With The Pram (2009)
- God's Lonely Man (2014)
- The Box-Shaped Mystery (2016)
- Normal Rules Do Not Apply (2018)

## Prix et distinctions

### Prix
- Prix Lefty 2006 pour Cast Adrift[1]
- Best Prose Travel Writer 2014 pour God's Lonely Man[2]
- Margery Allingham Short Story Competition 2016[3]